# Altus Air Force Base
La Altus Air Force Base è una base aerea militare dell'United States Air Force gestita dall'Air Education and Training Command e situata presso la città di Altus, nell'Oklahoma.

## Informazioni Generali
Attivata nel gennaio 1943, disattivata nel maggio 1945 e riattivata successivamente nell'agosto 1953.

## Unità
Attualmente l'unità ospitante è il 97th Air Mobility Wing.